# Prosymna ambigua
Prosymna ambigua är en ormart som beskrevs av Bocage 1873. Prosymna ambigua ingår i släktet Prosymna och familjen snokar.
Denna orm förekommer i centrala Afrika från Kamerun, Centralafrikanska republiken och Sydsudan till norra Angola. Individerna lever i fuktiga skogar och i savanner. På grund av kroppens form antas att Prosymna ambigua gräver i marken. Honor lägger ungefär 6 ägg per tillfälle.
Populationer i östra Afrika listas sedan 1990-talet som Prosymna stuhlmanni.
För beståndet är inga hot kända. Hela populationen antas vara stor. IUCN kategoriserar arten globalt som livskraftig.

## Underarter
Arten delas in i följande underarter:
- P. a. ambigua
- P. a. stuhlmanni
- P. a. bocagii